# Харли, Эдуард, 2-й граф Оксфорд и граф Мортимер
Эдуард Харли (англ. Edward Harley; 2 июня 1689 — 16 июня 1741, Лондон, Великобритания) — британский аристократ, 2-й граф Оксфорд и граф Мортимер и 2-й барон Харли с 1724 года (в 1711—1724 годах носил титул учтивости лорд Харли), коллекционер. Заседал в Палате общин в 1711—1715 и 1722—1724 годах.

## Биография
Эдуард Харли родился в 1689 году в семье Роберта Харли (с 1711 года 1-го графа Оксфорда и графа Мортимера) и его жены Элизабет, урождённой Фоули. Он коллекционировал книги, рукописи, картины и монеты, был другом Джонатана Свифта, а политикой не интересовался. Тем не менее в 1711—1715 годах Эдуард, носивший к тому времени как наследник графа титул учтивости лорд Харли, заседал в Палате общин как депутат от Нью-Раднора. В 1715 году он баллотировался дважды, но оба раза проиграл выборы, а в 1722 году стал депутатом от Кембриджшира. В 1724 году, после смерти отца, Эдуард унаследовал графский титул и перешёл в Палату лордов. Он считался якобитом, в 1741 году в числе других консерваторов проголосовал против смещения Уолпола.
В течение всей жизни граф испытывал финансовые трудности, хотя взял за женой большое приданое. После 1737 года ему пришлось продавать свои поместья. В последние годы, по словам современника, Харли «настолько погрузился в пьянство, что его жизнь не приносила удовольствия ни ему, ни его друзьям». Граф умер в 1741 году, после этого вся его коллекция была продана.
С 1713 года Харли был женат на Генриетте Кавендиш-Холлс, дочери Джона Холлса, 1-го герцога Ньюкасл-апон-Тайн. В этом браке родились дочь Маргарет (1715—1785, жена Уильяма Бентинка, 2-го герцога Портленда) и сын Генри (родился и умер в 1725).